# Hear Me (EP)
Hear Me je extended play od americké indie rockové skupiny Imagine Dragons. Bylo vydáno pouze ve Spojeném království a Irsku dne 25. listopadu 2012. EP bylo vydáno přes debutovým studiovým albem skupiny, s názvem Night Visions, které v Británii vyšlo až v roce 2013. Titulní skladbou EP je stejnojmenná skladba Hear Me a dále se zde objevují tři další skladby z Night Visions.

## Seznam skladeb
| Pořadí         | Název          | Délka |
| -------------- | -------------- | ----- |
| 1.             | Hear Me        | 3:55  |
| 2.             | Radioactive    | 3:06  |
| 3.             | Amsterdam      | 4:01  |
| 4.             | The River      | 3:23  |
| Celková délka: | Celková délka: | 11:52 |

## Datum vydání
| Oblast             | Datum              | Formát         | Vydavatelství      |
| ------------------ | ------------------ | -------------- | ------------------ |
| Irsko              | 25. listopadu 2012 | ke stažení, CD | Interscope Records |
| Spojené království | 25. listopadu 2012 | ke stažení, CD | Interscope Records |